# Jimmy Wong

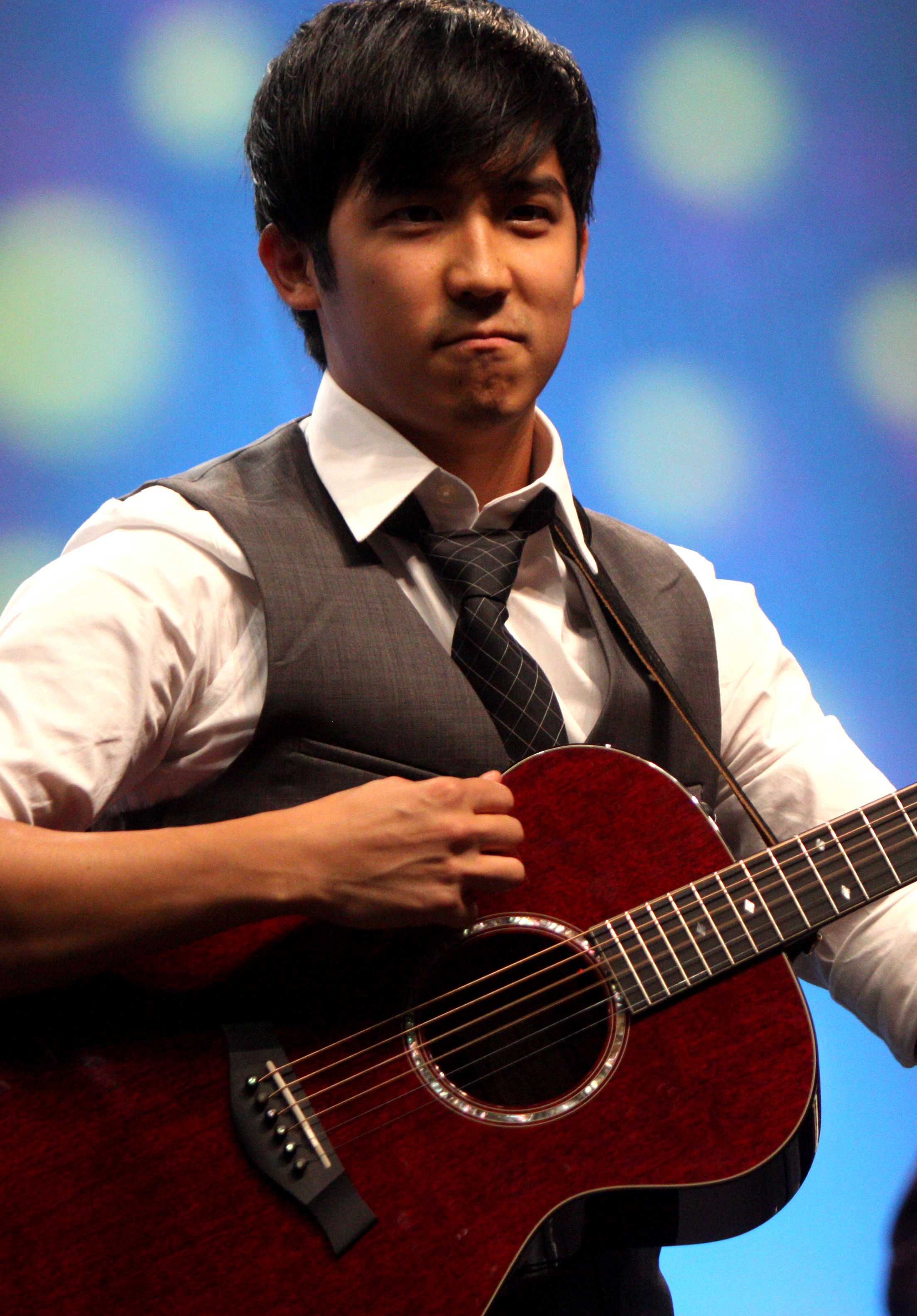
Jimmy Wong, 2012

Jimmy Wong (* 28. März 1987) ist ein US-amerikanischer Schauspieler und Sänger. Er wuchs mit seinem älteren Bruder, dem Filmemacher Freddie Wong, in Seattle auf. In der Webserie Video Game High School verkörperte er die Rolle des Ted Wong und im 2017 erschienenen Science-Fiction Film The Circle die Figur Mitch. 2018 wurde er die Rolle des Soldaten Ling in Disneys kommenden Abenteuerfilm Mulan gecastet.

## Filmografie (Auswahl)
- 2013: John dies at the End
- 2012–2014: Video Game High School
- 2017: The Circle
- 2020: Mulan
- 2021: Der Wunschdrache (Wish Dragon, Stimme)